# 叶朝辉
叶朝辉（1942年3月1日—），男，四川简阳人，中国物理学家，中国科学院武汉物理与数学研究所研究员、前所长、中国科学院武汉分院院长。领导和筹建了波谱与原子分子物理国家重点实验室并任第一、二届实验室主任。

## 生平
1965年毕业于北京大学无线电电子学系。2001年当选为中国科学院院士。